# Doodle del Juego de la Isla de los Campeones
El Doodle del Juego de la Isla de los Campeones (en inglés: Doodle Champion Island Games)  es un videojuego de navegador de 2021 desarrollado por Google en colaboración con el estudio de animación japonés Studio 4 °C. El juego actuó como un Doodle de Google interactivo para celebrar los Juegos Olímpicos de 2020 (2021) y los Juegos Paralímpicos de 2020 (2021), así como el folclor y la cultura de Japón. La historia sigue a Lucky la gata (Suerte en español) mientras compite en eventos deportivos y sus diferentes fases de dificultad para convertirse en la campeona de la isla, mientras completa múltiples misiones secundarias, como ayudar a las personas que lo necesitan.
El juego presenta 7 minijuegos diferentes con temas de deportes que aparecieron en los Juegos Olímpicos, los cuales son tenis de mesa, skateboarding, tiro con arco, rugby, nado sincronizado, escalada deportiva y maratón. Cada uno cuenta con juegos secretos.

## Modo de juego
El doodle es un videojuego de rol con elementos de un videojuego de deportes. El jugador controla a una gata llamada Lucky (Suerte en español) alrededor de una isla con 7 regiones diferentes que se asemejan a diferentes ubicaciones geográficas japonesas, como bosques de bambú y montañas. En cada región, hay características de 7 campeones de la isla que se especializan en un deporte específico. Los deportes en sí son minijuegos, en los que una vez que Lucky supera al minijuego, obtiene un Pergamino Sagrado. Al vencer a los 7 campeones y ganar sus pergaminos, el jugador se llama "Campeón de la isla". El jugador también puede unirse a uno de los 4 equipos que están representados por un color y una criatura de la mitología japonesa. Al competir en los minijuegos, acumulará puntos que se sumarán a una tabla de clasificación global, y el equipo con la puntuación más alta será recompensado con el título de ganador al final de los Juegos Olímpicos.
Cada región tiene muchas misiones secundarias para que el jugador las busque. Estas misiones secundarias involucran a Lucky ayudando a los residentes de la isla en una variedad de tareas, como la búsqueda de artículos y las secuencias de intercambio. Algunas misiones secundarias también pueden desbloquear versiones más difíciles de los minijuegos originales. Todas estas misiones secundarias pueden otorgarle al jugador un trofeo que se puede ver en una casa en el centro de la isla, llamada La casa de los Trofeos (The Trophy House en inglés), con 24 para recolectar en total a partir de la actualización de los Juegos Paralímpicos.
A partir de los Juegos Paralímpicos, se han agregado dos nuevas misiones secundarias, una de las cuales conduce a una versión avanzada de Rugby. También hay una versión avanzada de tiro con arco disponible desde el principio. Los jugadores también pueden restablecer su progresión (por ejemplo, para cambiar de equipo) al dejar la Isla de los Campeones después de hablar con los guardianes de Komainu presentes en el muelle con el bote de Lucky una vez que se hayan obtenido los 7 pergaminos y se hayan completado las misiones secundarias. Luego se muestran los créditos cuando Lucky sale de la isla en su bote.

## Trama
Lucky (Suerte en español), una gata calicó, llega en barco a la Isla de los Campeones, un lugar donde atletas de todo el mundo compiten entre sí.Al salir del barco, Lucky se enfrenta a 2 Komainu, que la desafían a jugar un partido de tenis de mesa para poner a prueba sus habilidades. Una vez que Lucky venció a la pareja, creen que ella es la Elegida, y le cuentan de los 7 campeones que gobiernan la isla, y descubre que vencerlos restauraría el equilibrio en la isla y la convertiría en la gran campeona de la isla.
Lucky puede elegir en qué orden competir contra los campeones y vencer a cada campeón le otorgará uno de los 7 Pergaminos Sagrados. Dichos campeones son:
- Los Kijimuna, son una tribu que dispone maratones a lo largo de la playa.
- Tengu, que domina el tenis de mesa en una aldea ahora abandonada en un bosque de bambú,ya que sus vientos eran demasiado fuertes y todos los aldeanos se fueron a ciudad tanuki.
- Princesa Oto-hime y Urashima Taro, quienes compiten en natación artística bajo el agua.
- Yoichi, maestro del tiro con arco cerca de la alberca de lotos de la isla.
- Los Oni, son un grupo de ogros, campeones del rugby de la isla. En este evento, Lucky es ayudada por Momotaro y sus amigos, la perro, la mono y la faisán.
- Fukuro, un búho que se sentó en la cima de la montaña de la isla y observar el evento de Escalada desde la isla.[12]
- Tanuki, el hábil del Skateboarding, que tiene lugar en la ciudad de Tanooki, es un perro mapache,suele esconderse en la ciudad tanuki.

Después de ganar los 7 Pergaminos Sagrados y vencer a todos los campeones de la isla, un gran árbol de cerezos en flor florece en el centro de la isla, y los pétalos caen sobre la isla, luego las personas de la isla luego felicitan a Lucky por convertirse en la gran campeona de la isla.
Si Lucky recoge 21 de los 22 trofeos, al seleccionar el podio sin trofeo se lee el mensaje "no confíes en el pájaro", que activa la misión secundaria final. Luego, Lucky tiene la tarea de encontrar a la propia maestra de trofeos, que se revela como Momo, el gato negro de Magic Cat Academy, el Doodle de Google para Halloween 2016 y 2020,quién ha estado desaparecida hace meses. Esto cambia cuando los Juegos Paralímpicos hicieron su debut y cualquiera que haya completado las 22 misiones secundarias anteriores y jugar el juego Paralímpico sin comenzar de nuevo puede completar las misiones 23 y 24 sin perder el historial de la última misión.

## Desarrollo
El equipo de Doodle colaboró con Studio 4 °C para animar las muchas escenas de estilo anime a lo largo del juego y también ayudó a producir el juego. En las primeras etapas del desarrollo, el equipo investigó varias historias populares japonesas y personajes legendarios, así como seres míticos del folclor japonés.
El juego en sí actúa como un homenaje a los juegos de 16 bits además del folclor japonés. Por ejemplo, algunas de las mecánicas de juego de vídeo se parecen a los viejos juegos de video de 16 bits, como el skate, que se asemeja a la mecánica del videojuego 720° de Atari.
El líder artístico de Google Doodle, Nate Swinehart, dijo que "queríamos hacer el Doodle del Juego de la Isla de los Campeones para crear realmente una oportunidad para que el mundo compita globalmente juntos y aprenda la cultura japonesa al mismo tiempo".